# As de coupe
L'as de coupe est une carte à jouer.

## Caractéristiques
L'as de coupe a pour valeur l'as et pour enseigne la coupe.
Il fait partie des jeux de cartes occidentaux aux enseignes latines, utilisées traditionnellement en Espagne et dans certaines régions d'Italie. Il correspond grossièrement à l'as de cœur des enseignes françaises.
En espagnol, il est appelé as de copas ; en italien, asso di coppe.

## Dessin
Si de façon générale, les jeux de cartes espagnols et italiens représentent les coupes sous la forme d'un récipient stylisé, il peut y avoir d'énormes variations selon les différentes variantes régionales.
En Espagne, l'as de coupe comporte une immense coupe multicolore occupant la majeure partie de la carte, nettement plus détaillée que celles présentes sur les autres cartes de coupe. La valeur « 1 » est indiquée dans les coins supérieur gauche et inférieur droit. Comme les autres cartes de coupe, le dessin est encadré par une ligne noire, interrompue une fois en haut et en bas.
En Italie, le dessin varie là encore suivant les régions :
- Les cartes utilisant les enseignes italiennes présentent une coupe très stylisée, ressemblant à un gobelet hexagonal :
  - Bergame : la coupe est surmontée d'un Cupidon aux yeux bandés ; les deux coins supérieurs portent un symbole en forme de quart de cercle, bleu et jaune.
  - Bologne : la coupe est surmontée d'une couronne. À la différence de la plupart des cartes régionales italiennes, les cartes de Bologne sont symétriques par rapport à l'horizontale : le dessin de la moitié supérieure est reproduit en miroir dans la moitié inférieure.
  - Brescia : comme à Bergame, la coupe est surmontée d'un Cupidon mais ses yeux ne sont pas bandés ; les deux coins supérieurs portent également un symbole en quart de cercle, mais rouge.
  - Trente : similaire à Brescia.
  - Trévise ou Venise : la coupe porte sur ses côtés deux visages, l'un regardant à gauche, l'autre à droite.
  - Trieste : la coupe comporte trois têtes d'animaux déversant de l'eau par la gueule à la manière d'une fontaine. La valeur de la carte est indiquée par un « 1 » en haut à droite et en bas à gauche.
- Les régions utilisant les enseignes espagnoles dessinent une coupe très détaillée, occupant la quasi-totalité de la carte et comportant un couvercle :
  - Naples : coupe verte, jaune, rouge et bleue.
  - Plaisance : coupe verte, jaune et rouge.
  - Romagne : coupe verte, jaune et rouge.
  - Sardaigne : coupe dorée.
  - Sicile : coupe verte, jaune et rouge, possédant des anses de chaque côté, mais pas de couvercle.

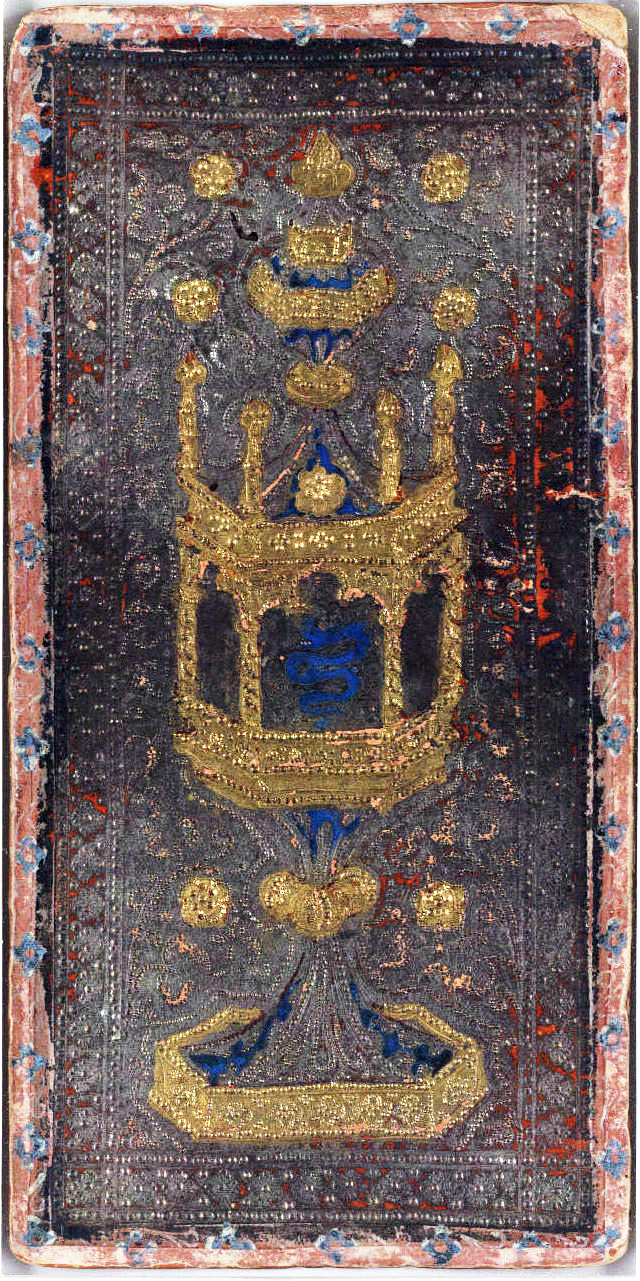
As de coupe d'un tarot Visconti-Sforza (XVe siècle).